# Кирсарай (Тюменская область)
Кирсарай — упразднённый посёлок в Уватском районе Тюменской области. Входил в состав Ивановского сельского поселения. В 2005 году включен в состав села Уват и исключен из учётных данных.

## География
Находился на правом берегу реки Иртыш, у паромной переправы, напротив села Уват.

## Климат
Климат с продолжительной и холодной зимой с сильными ветрами и метелями, непродолжительным теплым летом, короткими переходными весенним и осенним сезонами. Среднемесячные значения изменяются от минус 22,0-19,2 °C в январе до плюс 16,9-17,6 °C в июле; при этом средняя температура зимних месяцев составляет минус 17,7-20,6 °C, летних — плюс 14,6-15,6 °C. Среднегодовое количество осадков составляет 559—676 мм, однако сезонное распределение их крайне неравномерно. Основная масса осадков наблюдается в теплый период года (с апреля по октябрь) при максимуме в июле-августе (77-82 мм). Устойчивый снежный покров образуется в среднем в конце октября, при этом сроки его появления и образования из года в год сильно колеблются в зависимости от характера погоды в предзимний период. Число дней с устойчивым снежным покровом составляет 185—189 дней. Максимальная высота снежного покрова на защищенных участках может принимать значения 98-129 см.

## История
На топографических картах 1970-х годов на месте Кирсарая обозначен населённый пункт Посёлок, рядом с которым размещался кирпичный завод.

## Население
| 1989 | 2002 |
| ---- | ---- |
| 91   | ↘56  |

Национальный состав
Согласно результатам переписи 2002 года, в национальной структуре населения русские составляли 91 %.